# Закшево (Західнопоморське воєводство)
Закшево (пол. Zakrzewo) — село в Польщі, у гміні Дарлово Славенського повіту Західнопоморського воєводства.
Населення — 192 особи (2011).
У 1975-1998 роках село належало до Кошалінського воєводства.

## Демографія
Демографічна структура станом на 31 березня 2011 року:
|          | Загалом | Допрацездатний вік | Працездатний вік | Постпрацездатний вік |
| -------- | ------- | ------------------ | ---------------- | -------------------- |
| Чоловіки | 91      | 20                 | 62               | 9                    |
| Жінки    | 101     | 27                 | 53               | 21                   |
| Разом    | 192     | 47                 | 115              | 30                   |